# Potins de femmes
Pour plus de détails, voir Fiche technique et Distribution.
Potins de femmes ou Passions tourmentées au Québec (Steel Magnolias) est une comédie dramatique américaine réalisée par Herbert Ross, sortie en 1989. Il s’agit de l’adaptation de la pièce de théâtre Steel Magnolias de Robert Harling (1987).

## Synopsis
Dans une petite région de la Louisiane, six femmes d'âge et de caractère complètement différent se retrouvent dans le salon de beauté de Truvy, entre les potins et les divers hauts et bas de la vie. Parmi elles, il y a Claire et Ouiser, amies et ennemies ; Annelle, naïve et religieuse, et Shelby qui, malgré une maladie, décide de devenir mère à tout prix. Face au diabète de Shelby, les femmes se resserrent autour de M'Lynn, la mère de Shelby, au milieu des larmes et des rires ; elles créent une formidable solidarité féminine, comme des fleurs délicates mais faites d'acier qui ne se rompent pas face aux adversités de la vie.

## Fiche technique
- Titre original : Steel Magnolias
- Titre français : Potins de femmes
- Titre québécois : Passions tourmentées
- Réalisation : Herbert Ross
- Scénario : Robert Harling, d'après sa propre pièce
- Décors : Gene Callahan et Edward Pisoni
- Costumes : Julie Weiss
- Photographie : John A. Alonzo
- Montage : Paul Hirsch
- Musique : Georges Delerue
- Production : Ray Stark, Andrew Stone et Victoria White
- Société de production : Rastar Films
- Sociétés de distribution : TriStar Pictures (États-Unis) ; Columbia TriStar Films (France)
- Pays d'origine :  États-Unis
- Langue originale : anglais
- Format : couleur - 1,85:1 - Dolby - 35 mm
- Genre : comédie dramatique
- Durée : 117 minutes
- Dates de sortie :
  - États-Unis : 5 novembre 1989 (avant-première à New York) ; 15 novembre 1989 (sortie nationale)
  - France : 7 mars 1990

## Distribution
- Sally Field (VF : Monique Thierry) : M'Lynn Eatenton
- Dolly Parton (VF : Michèle Bardollet) : Truvy Jones
- Shirley MacLaine (VF : Arlette Thomas) : Ouiser Boudreaux
- Daryl Hannah (VF : Maïk Darah) : Annelle Dupuy Desoto
- Olympia Dukakis (VF : Nathalie Nerval) : Clairee Belcher
- Julia Roberts (VF : Martine Irzenski) : Shelby Eatenton Latcherie
- Tom Skerritt (VF : Gilles Segal) : Drum Eatenton
- Sam Shepard (VF : Daniel Russo) : Spud Jones
- Dylan McDermott (VF : Renaud Marx) : Jackson Latcherie
- Kevin J. O'Connor (VF : Julien Kramer) : Sammy Desoto
- Bill McCutcheon (en) (VF : Jacques Ciron) : Owen Jenkins
- Ann Wedgeworth (en) : la tante Fern
- Knowl Johnson (en) (VF : Alexandre Gillet) : Tommy Eatenton
- Jonathan Ward (VF : Lionel Melet) : Jonathan Eatenton
- Bibi Besch : Belle Marmillion
- James Wlcek (VF : Jérôme Rebbot) : Marshall Marmillion
- Tom Hodges (en) (VF : Jérôme Rebbot) : Louie Jones
- Rick Hurst (en) (VF : Jacques Ferrière) : Bark Boone

## Production

### Genèse:Steel Magnolias, la pièce de théâtre
La pièce qui, jusqu'à présent, a toujours du succès dans différents théâtres aux États-Unis, se passe du début à la fin dans le salon de beauté de Truvy Jones. Les uniques personnages sont les six femmes, tous les autres n'apparaissent que dans leurs conversations. En outre, on peut entendre un DJ à la radio. La pièce, mise en scène par Pamela Berlin, a été jouée pour la première fois le 28 mars 1987 au théâtre WPA de New York. Dans les rôles principaux, on trouvait Margo Martindale (Truvy), Constance Shulman (Annelle), Kate Wilkinson (Clairee), Mary Fogarty (Ouiser), Blanche Baker (Shelby) et Rosemary Prinz (M'Lynn). Le 19 juin 1987, la pièce a été transférée au Lucille Lortel Theatre, où Betsy Aidem a repris le rôle de Shelby.
Au printemps 2004, la pièce a été jouée une nouvelle fois à Broadway. Les répétitions ont commencé le 15 mars et la première représentation a eu lieu le 4 avril 2004. Les rôles principaux étaient maintenant tenus par Delta Burke (Truvy), Christine Ebersole (M'Lynn), Rebecca Gayheart (Shelby), Marsha Mason (Ouiser), Lily Rabe (Annelle) et Frances Sternhagen (Clairee). Le spectacle s'est arrêté après 23 avant-premières et 136 représentations. Pour la saison 2007-2008, on prévoit une tournée. Dans les théâtres locaux également, la pièce est toujours appréciée chaque année.

### Attribution des rôles et tournage
Le rôle de Shelby fut tout d'abord proposé à Winona Ryder.
Le tournage a lieu à Natchitoches, en Louisiane.

### musique
- I Got Mine, interprété par Ry Cooder
- Ma Louisianne, interprété par Zachary Richard
- Cajun Christmas / Would You Fly, interprété par Monty and Marsha Brown
- Gypsy Blood, interprété par Mason Ruffner
- Lookin' For You, interprété par Holly Dunn
- Two Step Mamou, interprété par Wayne Toups et Zydecajun
- Old Time Rock and Roll, interprété par Tommy Funderburk
- Jambalaya, interprété par Tommy Funderburk
- Les grands bois, interprété par Jo-El Sonnier
- Yankee Doodle Dandy, composé par George M. Cohan
- Winter Wonderland, composé par Felix Bernard et Dick Smith

## Distinctions

### Récompenses
- Golden Globe du meilleur second rôle féminin pour Julia Roberts en 1990.
- Meilleur film dramatique, lors des People's Choice Awards en 1990.

### Nominations
- Golden Globe de la meilleure actrice dans un film dramatique pour Sally Field en 1990.
- Oscar du meilleur second rôle féminin pour Julia Roberts en 1990.
- Meilleur second rôle féminin pour Shirley MacLaine, lors des BAFTA Awards en 1991.

## Suite
Le film est suivi, dès l'année suivante, par le téléfilm Steel Magnolias (1990), réalisé par Thomas Schlamme.

## Après le film
En 2014, soit vingt-cinq ans après la sortie du film, un article de presse richement illustré de photo révéla que le film s'inspirait de la vie de la propre sœur de Robert Harling. Il déclare notamment que :
« Susan died in the fall of 1985. Pat, my ex-brother-in-law, he remarried five or six months after her death and the first time I heard my nephew call this other woman ‘mama’ was when I said ‘No – Susan can’t disappear' »
— Robert Harling, « Steel Magnolias writer on the REAL story behind the Hollywood hit », Mail Online,‎ 28 mars 2014 (lire en ligne, consulté le 16 juin 2017)

« Susan est décédée en 1985. Pat, mon ex beau-frère s'est remarié cinq ou six mois après sa mort et la première fois que j'ai entendu mon neveu appeler cette autre femme 'maman', je me suis dit 'Non, Susan ne peut pas disparaitre »
— « Steel Magnolias writer on the REAL story behind the Hollywood hit », Mail Online,‎ 28 mars 2014 (lire en ligne, consulté le 16 juin 2017)